# بوشكاش أرينا
بوشكاش أرينا (بالمجرية: Puskás Aréna)‏ هو ملعب كرة قدم يقع في القطاع الـ14 في ضاحية زغلو، في العاصمة بودابست بالمجر. وهو الملعب الرئيسي لمنتخب المجر، حيث يتسع لحضور ما يقارب 67215 ألف متفرج. تمت تسمية الملعب بهذا الاسم تكريماً لنجم المنتخب المجري ولاعب نادي ريال مدريد سابقاً فيرينتس بوشكاش.
بُنِيَ الملعب في مكان ملعب فيرينتس بوشكاش الذي تم هدمه في أكتوبر 2016، من أجل احتضان فعاليات بطولة أمم أوروبا 2020، حيث وعد اتحاد المجر لكرة القدم كل من الاتحاد الدولي لكرة القدم (الفيفا) والاتحاد الأوروبي لكرة القدم (اليويفا) بالشروط الخاصة بهما، مما يؤهله للحصول على تصنيف 5 نجوم.
في 15 نوفمبر 2019، تم افتتاح الملعب بشكل رسمي، بلعب مباراة ودية بين منتخب المجر ضد منتخب الأوروغواي.